# Concerto pour violon no 18 de Viotti
Pour les articles homonymes, voir Concerto pour violon (homonymie).
Le Concerto pour violon et orchestre no 18 G.90 en mi mineur est un concerto de Giovanni Battista Viotti.

## Analyse de l'œuvre
1. Allegro non troppo
2. Andante
3. Presto